# Mágica juventud
Mágica juventud (lit. Mágica juventude) é uma telenovela mexicana produzida por Emilio Larrosa para a Televisa e exibida pelo Canal de las Estrellas entre 30 de novembro de 1992 e 30 de abril de 1993. 
Foi protagonizada por Kate del Castillo e Héctor Soberón, com atuação antagônica de Sergio Sendel, Marisol Santacruz e Amairani.

## Sinopse
Miguel é um jovem que trabalha em um zoológico. Ele esconde um obscuro segredo: Há alguns anos atrás, fez parte de um grupo criminoso, o qual foi capturado. Miguel foi solto, mas longe de ter se reabilitado, e ao sair se converte em um jovem agressivo e ressentido contra a sociedade.
Um dia, visitou um restaurante chamado "La Hamburguesa Mágica", lugar muito popular entre os jovens. Atendido por Pepita, uma amável velhinha, que é amiga de todos. Ali conhece Fernanda, uma linda jovem alegre e bondosa, e ambos se apaixonam. 
Miguel sente que por fim encontrou o amor do qual carecia e tem todas as intenções de mudar suas atitudes. Mas, Fernanda começa a investigar seu passado, e isso provoca que Miguel assuma sua antiga personalidade de novo e se afaste de Fernanda. 
No entanto, se dará conta do muito que a ama e que é a única mulher que lhe interessou realmente, e buscará voltar junto a ela. Mas terão que lutar contra as intrigas de Leonardo Grimaldi, um jovem sem moral e escrúpulos, que busca ficar com Fernanda a todo custo.

## Elenco
- Kate del Castillo - Fernanda Gutiérrez
- Héctor Soberón - Miguel
- Carmen Montejo - Leonor/Pepita
- Sergio Sendel - Leonardo Grimaldi
- Amairani - Consuelo Gutiérrez
- Karen Sentíes - Laura
- Marisol Santacruz - Patricia Grimaldi
- Carlos Cámara - Ezequiel
- Raymundo Capetillo - Ernesto Grimaldi
- Gilberto Román - Gonzalo
- Manuel Saval - Javier
- Hilda Aguirre - Clara
- Tina Romero - Silvia
- Sussan Taunton - Claudia
- Ramón Abascal - Gerardo
- Gabriela Platas - Brenda
- Jorge Salinas - Héctor
- Raúl Alberto - Alejandro
- Claudia Silva - Merlina
- Mauricio Islas - Alfredo
- Vanessa Villela - Alicia
- Adriana Lavat -  Azalea de la Colina
- Antonio Miguel - Don Cástulo
- Raquel Morell - Susana
- José Ángel García - Víctor
- María Montejo - Carmela Gutiérrez
- Roberto Sen - Eusebio Gutiérrez
- Radamés de Jesús - Carlos
- Alejandra Morales - Yolanda
- Óscar Vallejo - Chucho
- Magaly - Odette
- Juan Carlos Casasola
- Rosa Elena Díaz - Eugenia
- Roberto Ruy - Rosalío
- Pedro Romo - Pedro
- Pablo Ferrel - Pablo
- Paco Ibáñez - Paco
- Carlos Miguel - Ricardo
- José Antonio Iturriaga - César